# Carl von Kraus
Carl von Kraus (* 20. April 1868 in Wien; † 9. April 1952 in München) war ein österreichisch-deutscher germanistischer Mediävist (Altgermanist). Er war Ordinarius für Deutsche Philologie an der Ludwig-Maximilians-Universität München.

## Leben
Carl von Kraus stammte aus einer Militärfamilie. Der Vater sowie der Großvater Felix von Kraus waren Generalstabsärzte. Kraus besuchte das Schottengymnasium in Wien, ehe er 1885 ein Studium der Deutschen Philologie an der dortigen Universität begann. 1890 erfolgte seine Promotion, 1894 dann ebendort seine Habilitation im Bereich ältere germanische Sprachen und Literatur. 1901 wurde er zum korrespondierenden Mitglied der Göttinger Akademie der Wissenschaften gewählt. Ab 1902 war er als außerordentlicher Professor an der Universität Wien tätig und wurde 1904 an die Deutsche Universität in Prag berufen. Im Jahr 1911 übernahm er einen Lehrstuhl an der Universität in Bonn, kehrte jedoch von 1913 bis 1917 wieder nach Wien zurück und nahm anschließend eine Professur in München an. Hier blieb er bis zu seiner Emeritierung 1935, betätigte sich jedoch noch bis 1947 als Vertreter der Professur in München. Seit 1917 war er korrespondierendes Mitglied der Preußischen Akademie der Wissenschaften und seit 1918 ordentliches Mitglied der Bayerischen Akademie der Wissenschaften.
Kraus vermittelte in seiner Lehrtätigkeit insbesondere die Bereiche der Lautlehre, Grammatik und Geschichte der germanischen Sprachen, Handschriften- und Textkritik, Metrik und Stilistik. Er befasste sich hierbei mit der deutschen Literatur des 9. bis 16. Jahrhunderts, insbesondere mit den Texten des frühen 12. Jahrhunderts. In der Bremer Presse wurden seine Bearbeitungen der Gedichte von Heinrich von Morungen (1925) und Walther von der Vogelweide (1926, 1943) sowie von Karl Lachmanns Des Minnesangs Frühling (1948) veröffentlicht. Für die fünfbändige Bibelausgabe der Bremer Presse (1926 bis 1928), die auf den Übersetzungen von Martin Luther von 1545 und 1546 basierte, übernahm er die Textdurchsicht.
Sein Bruder war der Kammersänger und Münchener Hochschullehrer Felix von Kraus.

## Veröffentlichungen (Auswahl)
- "Vom Rechte" und "die Hochzeit". Eine litterar-historische Untersuchung. Tempsky, Wien 1891.
- Das sogenannte II. Büchlein und Hartmanns Werke. Niemeyer, Halle/S. 1898.
- Heinrich von Veldeke und die mittelhochdeutsche Dichtersprache. Mit einem Excurs von Edward Schröder. Niemeyer, Halle/S. 1899.
- Metrische Untersuchungen über Reinbots Georg, mit zwei Excursen. Weidmann, Berlin 1902.
- Zu den Liedern Heinrichs von Morungen. Weidmann, Berlin 1916.
- Die Lieder Reinmars des Alten. Drei Bände. Verlag der Bayerischen Akademie der Wissenschaften, München 1919/1920.
- Bruchstücke einer neuen Fassung des Eckenliedes A. Verlag der Bayerischen Akademie der Wissenschaften, München 1926.
- (Hrsg.): Mittelhochdeutsches Übungsbuch. 2. Aufl. Winter, Heidelberg 1926.
- Über einige Meisterlieder der Kolmarer Handschrift. Bayerische Akademie der Wissenschaften, München 1929.
- Text und Entstehung von Rudolfs Alexander. Verlag der Bayerischen Akademie der Wissenschaften, München 1940.
- Zu "Saelden Hort" und zu Seifrieds "Alexander". Verlag der Bayerischen Akademie der Wissenschaften, München 1940.
- Studien zu Heinrich von Freiberg. Beck, München 1941.
- Zu den Liedern der Berliner Handschrift Germ. Fol. 922. Bayerische Akademie der Wissenschaften, München 1942.
- Walther von der Vogelweide. Untersuchungen. De Gruyter, Berlin/Leipzig 1935 (2. Aufl. 1966).
- Des Minnesangs Frühling. Untersuchungen. Hirzel, Leipzig 1939 (Nachdruck: Hirzel, Stuttgart 1981).
- Deutsche Liederdichter des 13. Jahrhunderts. Zwei Bände (Text u. Kommentar). Niemeyer, Tübingen 1952/1958 (2. Aufl. 1978).